# 早月加積村
早月加積村（はやつきかづみむら）は、かつて富山県中新川郡にあった村。

## 地理
北側は富山湾、東側は早月川に面する。

## 沿革
- 1889年（明治22年）4月1日 - 町村制の施行により、上新川郡追分村、四ツ屋村、笠木村、吉浦村、中村、大掛村、栗山村、嘉大窪新村、八大窪新村、大島新村、栃山囲新村、三ケ村の区域の一部及び川縁新村の区域の一部をもって、上新川郡早月加積村が発足する。
- 1896年（明治29年）3月29日 - 郡制の施行のため、上新川郡の区域から分立して、中新川郡が発足により、中新川郡の所属になる。
- 1953年（昭和28年）11月1日 - 中新川郡滑川町、中加積村、西加積村、北加積村、東加積村、早月加積村及び浜加積村が合併して、中新川郡滑川町が発足する。追分にあった旧村役場は1960年（昭和35年）まで出張所として使用された[4]。

なお、1950年代に魚津区域（現在の魚津市に相当）で合併の動きがあった際は、住民の一部で魚津区域への合併を希望する動きもあったが、実現せずに終わった。

## 村長
出典→
1. 中屋静二（1889年5月 - 1913年6月）
2. 西田孫兵衛（1913年7月 - 1930年6月）
3. 黒川九平（1930年7月 - 1934年7月）
4. 石坂太平（1934年7月 - 1936年6月）
5. 石坂博（1936年7月 - 1942年4月）
6. 黒川九平（1942年4月 - 1943年4月）
7. 石坂甚吉（1943年8月 - 1946年12月）
8. 石坂専吉（1947年4月 - 1951年3月）
9. 石坂清（1951年8月 - 1953年10月）